# Uncie avoirdupois
Uncia avoirdupois (simbol oz av); (avoirdupois este pronunțat în engleză /ˌævərdəpɔɪz/, iar în franceză [avwaʁdypwɑ]), este o unitate de măsură de masă și este egală cu a șaisprezecea parte dintr-o livră avoirdupois și valorează 28,349 grame, în Sistemul avoirdupois. Această unitate este utilizată de națiunile din Commonwealth și de către Statele Unite ale Americii.

## Etimologie
Cuvântul din română uncie este un împrumut din latină ūncia, care, la rândul, său provine de la protoindoeuropeanul *oinoko- (care este, de asemenea, un derivat din rădăcina *oino-, care a primit sufixul ko). Ūncia a fost unitatea fracționară de masă folosită de romani, care foloseau fracții dodecimale; termenul ūncia, cu alte cuvinte, însemna „a douăsprezecea parte”. În contex monetar, „uncia” corespundea la 1/12 dintr-un as. La rândul său, 1 uncie (unitate de masă) = 1/12 libră romană. (De notat faptul că, inițial, libra era divizată în 16 uncii, iar ulterior, a fost împărțită în 12 uncii). De remarcat și faptul că termenii din engleză inch, unde 1 inch = 1/12 feet, și ounce provin din același cuvânt latinesc, ūncia.

Se știe că prin cucerirea normandă a Angliei, sub William Cuceritorul, timp de circa trei secole, la curtea regilor englezi, în justiție și în administrație s-a folosit, ca limbă oficială, limba franceză, mai precis, dialectul normand al acestei limbi. Un număr foarte mare de cuvinte normande s-au strecurat în engleza veche, în special în domeniile legale și administrative, dar și în cuvinte din vocabularul de bază. Un bun exemplu este cel al cuvântului avoirdupois. Acesta provine din limba franceză veche, aveir de peis (mai târziu avoir de pois), literal „cu greutate” (în franceza veche aveir: „a avea”). Deja, în secolul al XI-lea era atestat și substantivul aveir: „avere, proprietăți, bunuri”. Acest cuvânt este moștenit de franceză din limba latină: habeo, habere: „a avea”. Cât despre cuvântul din franceza veche (și în dialectul normand) peis, acesta este moștenit, tot din latină, pensum: „greutate”. Acest termen se referea inițial la o clasă de bunuri: aveir de peis, „bunuri cu greutate [corectă]”, „bunuri care au fost vândute în vrac și au fost cântărite”. Mai târziu, termenul avoirdupois a fost identificat cu un sistem special de unități folosite la cântărirea mărfurilor. Cuvântul dialectal normand peis a fost înlocuit cu forma pois, din franceză. Ortografia actuală, avoirdupois, datează din secolul al XVII-lea, când prepoziția de a fost înlocuită cu articolul partitiv du.

## Folosire
În 1958 Statele Unite ale Americii și țările din Commonwealth au decis ca definiția unciei avoirdupois internaționale să fie exact
0,45359237⁄16 kg (28,349523125 g).
Această uncie este folosită, în mod obișnuit în Statele Unite ale Americii, ca unitate de masă.
De la 1 ianuarie 2000, uncia avoirdupois a încetat să mai fie unitate legală de măsură în Regatul Unit în domeniile economic, sănătate, asigurări și administrativ, rămânând în uzul familiar, îndeosebi al persoanelor în vârstă.